# Parasthetops benefossus
Parasthetops benefossus är en skalbaggsart som beskrevs av Perkins 2008. Parasthetops benefossus ingår i släktet Parasthetops och familjen vattenbrynsbaggar. Inga underarter finns listade i Catalogue of Life.